# رزدیل (اکلاهما)
رزدیل(به انگلیسی: Rosedale) شهری در ایالت اکلاهما کشور ایالات متحده آمریکا است که جمعیت آن در سرشماری سال ۲۰۱۰ میلادی، ۶۸ نفر بوده‌است.